# Ochotnicza Straż Pożarna w Suchej Górnej
Ochotnicza Straż Pożarna w Suchej Górnej (cz. Sbor dobrovolných hasičů v Horní Suché) – organizacja społeczna powstała w 1833 roku w Suchej Górnej.

## Opis
OSP w Suchej Górnej jest stowarzyszeniem, którego głównym celem jest zapobieganie pożarom oraz współdziałanie w tym zakresie z Hasičským záchranným sborem České republiky (HZS ČR).
Najwyższym wyróżnieniem tej organizacji jest Honorowa Chorągiew Zarządu Głównego Związku Straży Pożarnej Czech, Moraw i Śląska.

## Historia

### XIX wiek
Historia Ochotniczej Straży Pożarnej w Suchej Górnej sięga pierwszej połowy XIX wieku. Ówczesny właściciel cukrowni, hrabia Larisch-Mönnich założył w 1833 roku drużynę strażacką, złożoną z pracowników zakładu, której celem była ochrona hrabiowskiego majątku. Po zamknięciu cukrowni w 1873 roku hrabia postanowił rozwiązać drużynę.

### Początek XX wieku
Dopiero po 30 latach obywatele Suchej Górnej doczekali się założenia nowej ekipy strażackiej. W dniu 9 sierpnia 1903 roku w gospodzie „Na Kępce” odbyło się otwarte zebranie zwołane z inicjatywy ówczesnego burmistrza Jana Krzystka. Uchwalono na nim założenie Związku Ochotniczej Straży Pożarnej. Zgłosiło się wówczas 28 członków, którzy wybrali nowego komendanta – Rafała Firlę. Po powołaniu do życia drużyny kupiono od firmy Čermak z Teplic czterokołową sikawkę ręczną. Remiza strażacka mieściła się wtedy w budynku hrabiego Larischa, w tzw. „Spichlerzu”. W 1912 roku górnosuszanie zorganizowali współzawodnictwa, w których wzięło udział 21 okolicznych grup pożarnych, łącznie liczyły one 500 strażaków. Organizatorzy zajęli II miejsce.

### 1918-1945
W czasach I wojny światowej liczba członków wyraźnie zmalała, gdyż na skutek mobilizacji wielu z nich poszło walczyć na front. Z 38 członków w 1918 roku pozostało tylko 18. W 1922 roku brygadę zreorganizowano. Powołano dwie załogi strażaków oraz oddział sanitariuszy, który liczył 6 członków. W 1932 roku rozpoczęto rozmowy na temat wybudowania nowej remizy strażackiej, ze względu na to, iż stara remiza na „Spichlerzu” była już niewystarczająca. Realizację tego projektu rozpoczęto w sierpniu 1935 roku, położeniem kamienia węgielnego pod budowę. Dokonał tego ówczesny prezes związku Kornel Mackowski oraz komendant Rudolf Toboła. W roku 1936 z inicjatywy obywateli narodowości czeskiej założono drugą drużynę strażacką, która przejęła po ekipie polskiej remizę na „Spichlerzu”. Pierwszym prezesem został Josef Piskoř, a komendantem Augustin Zetek. Głównym tematem zebrań było wybudowanie nowej remizy strażackiej. Otrzymano zezwolenie na budowę na parceli naprzeciw byłego kina (gospoda „U Pastuchy”) i zgodę na wynajem na 99 lat z opłatą roczną w wysokości 10 koron. W 1938 roku położono kamień węgielny i budowlę zadaszono, ale budowy nie ukończono z powodu wydarzeń monachijskich. Ostatnie zebranie polskiego oddziału odbyło się 26 sierpnia 1939 roku. Potem nadszedł okres terroru, niewoli i przemocy. Majątki skonfiskowano. Z okresu 1939–1945 nie zachowały się żadne dokumenty. Działalność obu drużyn została wznowiona 3 maja 1945 roku. Pierwsze ćwiczenia odbyły się już w sierpniu 1945 roku.

### Okres powojenny
W 1948 roku obie drużyny strażackie połączono, pierwszym prezesem został Karel Heller, a komendantem Alois Toboła. W 1950 roku kupiono samochód ciężarowy, 400 metrów węży i syreny. Zakupiono również instrumenty muzyczne i utworzono orkiestrę dętą. W latach 1956–1959 działało również kółko teatralne, którego przewodniczącym był Fryderyk Guziur. Z okazji 60. rocznicy założenia drużyny powstał zespół muzyczny kierowany przez Ericha Paździorę. W 1968 roku dobudowano garaż z tarasem, ponieważ Ochotnicza Straż Pożarna w Suchej Górnej miała na stanie już trzy samochody. W 1997 roku podczas powodzi tysiąclecia pomagali zagrożonym obywatelom mieszkającym nad Suszanką i przygotowali ich ewakuację.
Corocznie organizowany jest tzw. „Tradycyjny Bal Strażaka”, czyli współzawodnictwa brygad strażackich walczących o „Wędrowny Puchar Gminy”.

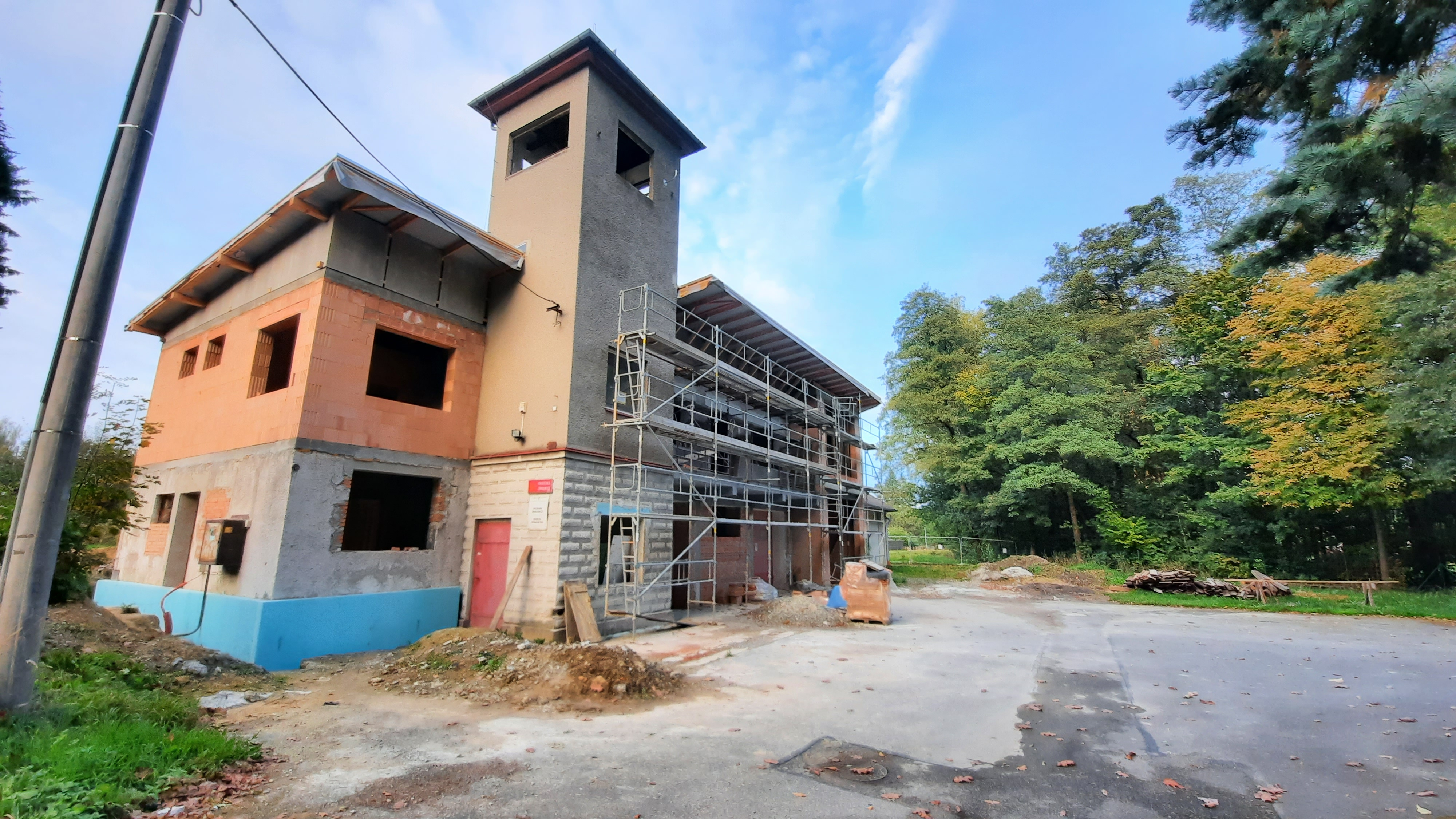
Remont remizy strażackiej w Suchej Górnej, październik 2021

## Prezesi i naczelnicy od połączenia polskiej i czeskiej drużyny 9 maja 1948

### Prezesi
- Karel Heller (1948–1950)
- Vítězslav Kacíř (1951–1952)
- Eduard Kolarz (1952–1953)
- Leopold Waloszek (1953-1960)
- Jan Tomiczek (1961–1962)
- Jindřich Gaś (1962–1963)
- Leopold Waloszek (1964– 1969)
- Vítězslav Matula (1969–1981)
- Jan Kurzeja (1981–1997)
- Tomáš Stefan (od 1997)

#### Naczelnicy
- Alois Tobola (1948–1952)
- Vladislav Faja (1952–1953)
- Jindřich Gaś (1953-1960)
- Josef Adamiec (1961–1962)
- Jan Kurzeja (1962–1967)
- Rudolf Moldrzyk (1967–2003)
- Rostislav Krhovják (od 2003)[4]